# Earl of Charleville
Earl of Charleville war ein erblicher britischer Adelstitel, der zweimal in der Peerage of Ireland verliehen wurde. Der Titel war nach dem Anwesen Charleville Castle bei Tullamore im heutigen County Offaly benannt.

## Verleihungen und nachgeordnete Titel
Der Titel wurde erstmals am 16. September 1758 für Charles Moore, 2. Baron Moore, geschaffen. Dieser hatte bereits 1725 von seinem Vater den Titel Baron Moore of Tullamore geerbt, der diesem, ebenfalls in der Peerage of Ireland, am 22. Oktober 1715 verliehen worden war. Beide Titel erloschen beim kinderlosen Tod des Earls am 17. Februar 1764.
In zweiter Verleihung wurde der Titel am 16. Februar 1806 für Charles Bury, 1. Viscount Charleville, neu geschaffen. Dieser war ein Enkel der Schwester des Earls erster Verleihung. Er war in der Peerage of Ireland bereits am 26. November 1797 zum Baron Tullamore, of Charleville Forest in King’s County, sowie am 29. Dezember 1800 zum Viscount Charleville, of Charleville Forest in King’s County, erhoben worden. Alle drei Titel erloschen beim Tod seines Enkels, des 5. Earls, am 26. Juni 1875.

## Liste der Titelinhaber

### Barons Moore of Tullamore (1715)
- John Moore, 1. Baron Moore of Tullamore († 1725)
- Charles Moore, 2. Baron Moore of Tullamore (1712–1764) (1758 zum Earl of Charleville erhoben)

### Earls of Charleville, erste Verleihung (1758)
- Charles Moore, 1. Earl of Charleville (1712–1764)

### Earls of Charleville, zweite Verleihung (1806)
- Charles William Bury, 1. Earl of Charleville (1764–1835)
- Charles William Bury, 2. Earl of Charleville (1801–1851)
- Charles William George Bury, 3. Earl of Charleville (1822–1859)
- Charles William Francis Bury, 4. Earl of Charleville (1852–1874)
- Alfred Bury, 5. Earl of Charleville (1829–1875)